# Paralophaster
Genre
Paralophaster est un genre d'étoiles de mer de la famille des Solasteridae. La plupart sont antarctiques ou abyssales et capables d'incuber leurs jeunes. 

## Liste d'espèces
Selon World Register of Marine Species (19 janvier 2015) :
- Paralophaster antarcticus (Koehler, 1912) -- Antarctique
- Paralophaster densus (Fisher, 1940) -- Antarctique
- Paralophaster ferax Mah, 2023 -- Antarctique
- Paralophaster godfroyi (Koehler, 1912) -- Antarctique
- Paralophaster gomo Mah & Fujita, 2020 -- Japon
- Paralophaster hyalinus H.E.S. Clark, 1970 -- Pacifique sud-ouest
- Paralophaster incertus (Koehler, 1917) -- îles Kerguelen
- Paralophaster lorioli (Koehler, 1907) -- Antarctique
- Paralophaster paucispinus Mah, 2023 -- Antarctique

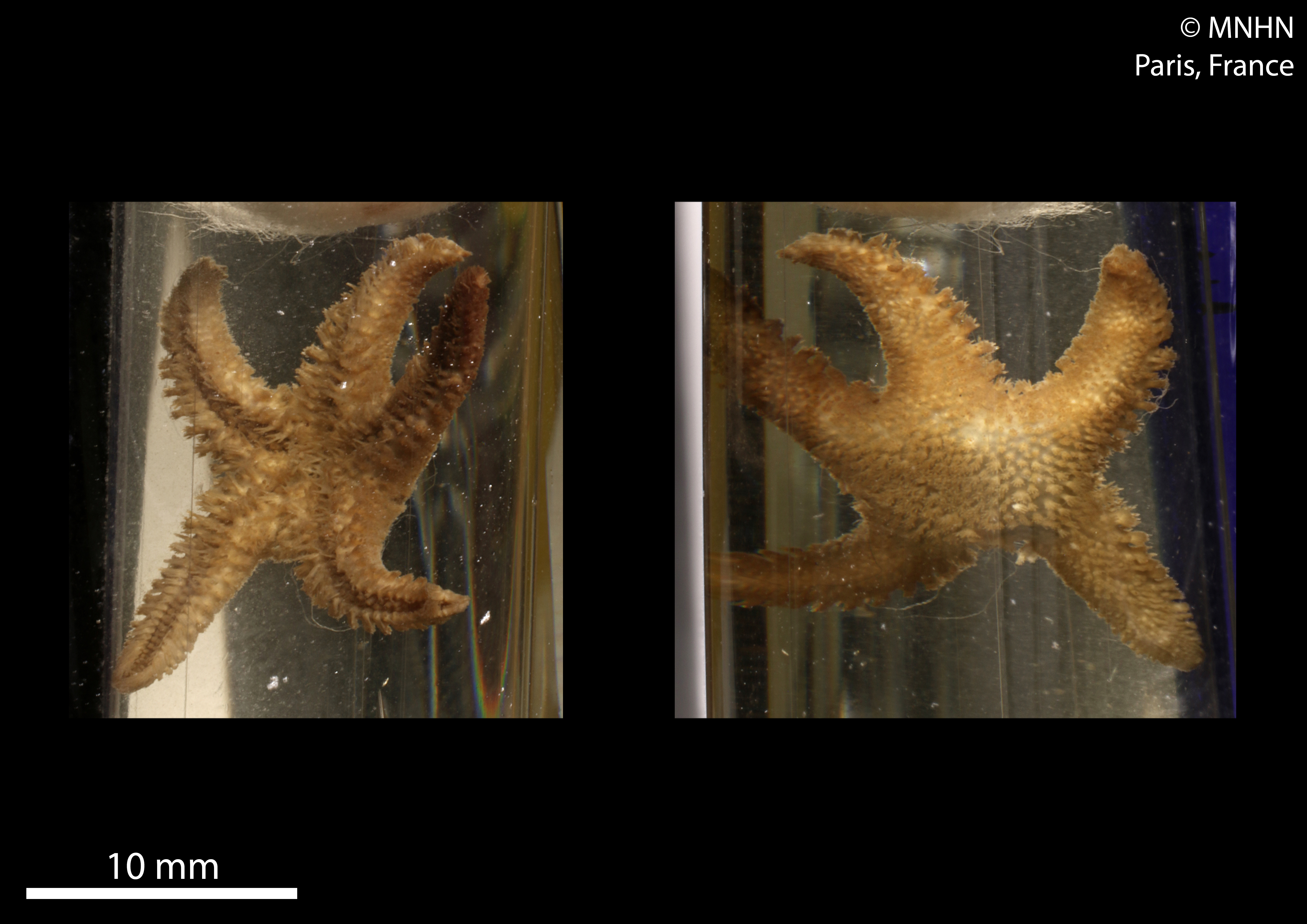
Paralophaster antarcticus (holotype, MNHN).
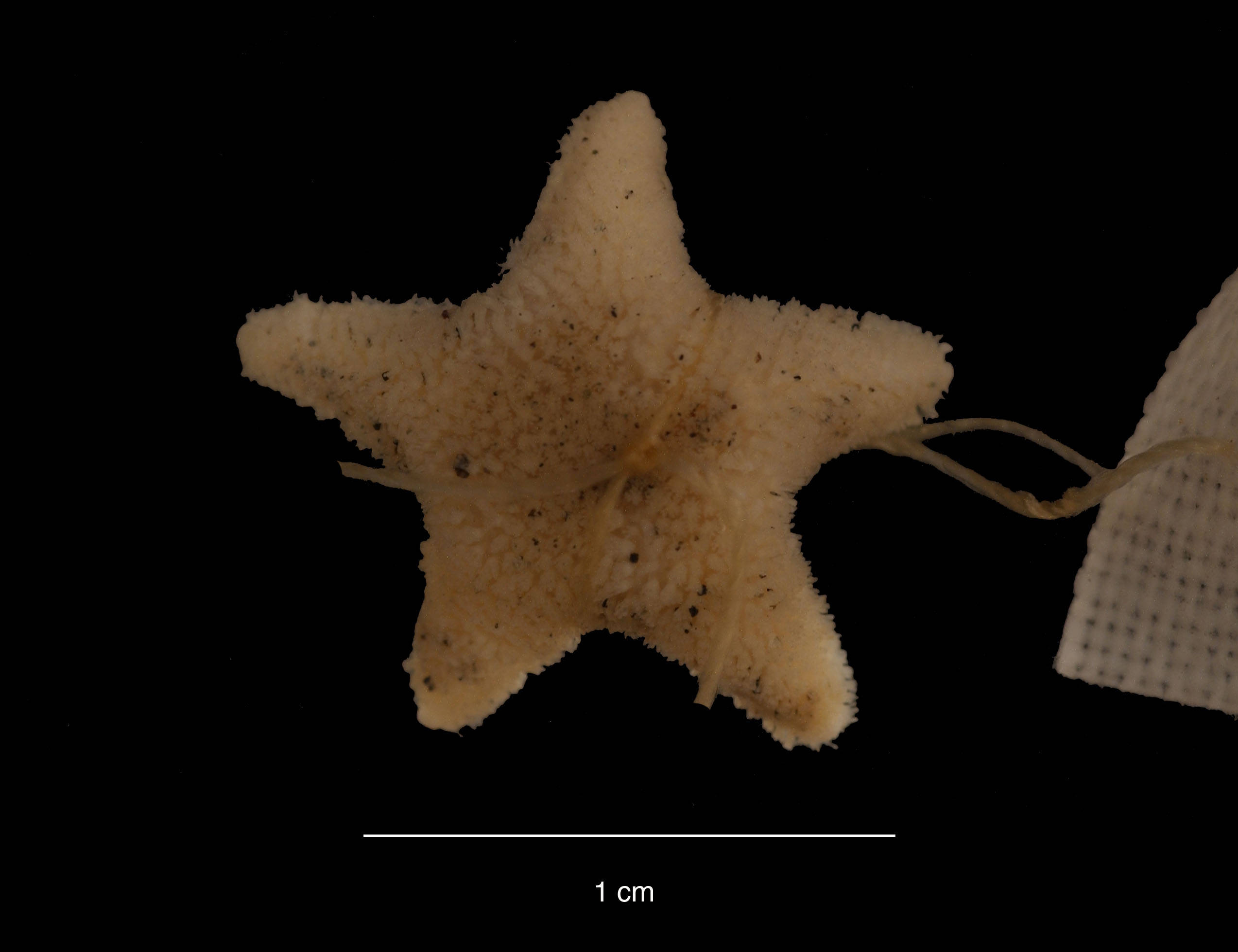
Paralophaster densus
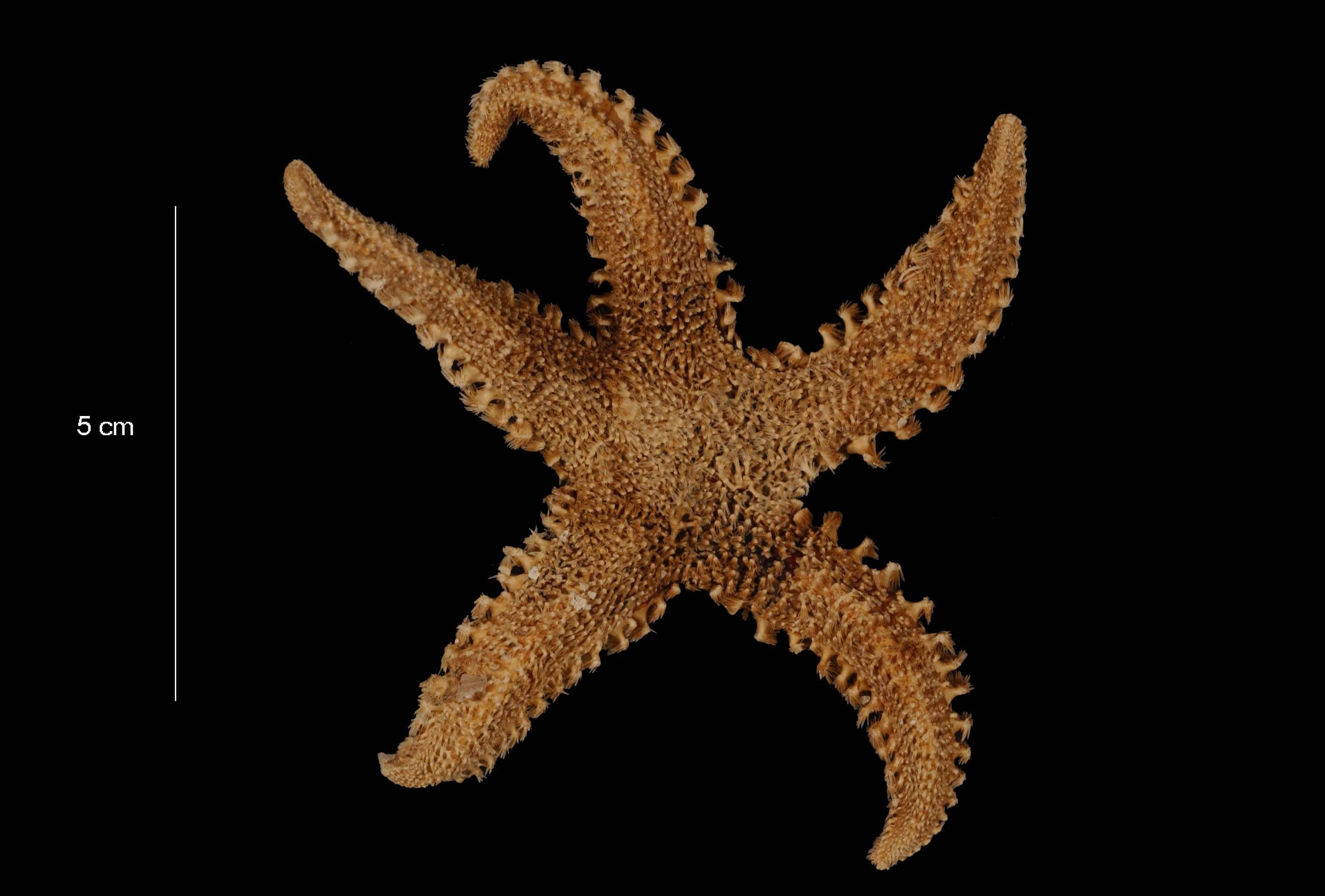
Paralophaster godfroyi (USNM).
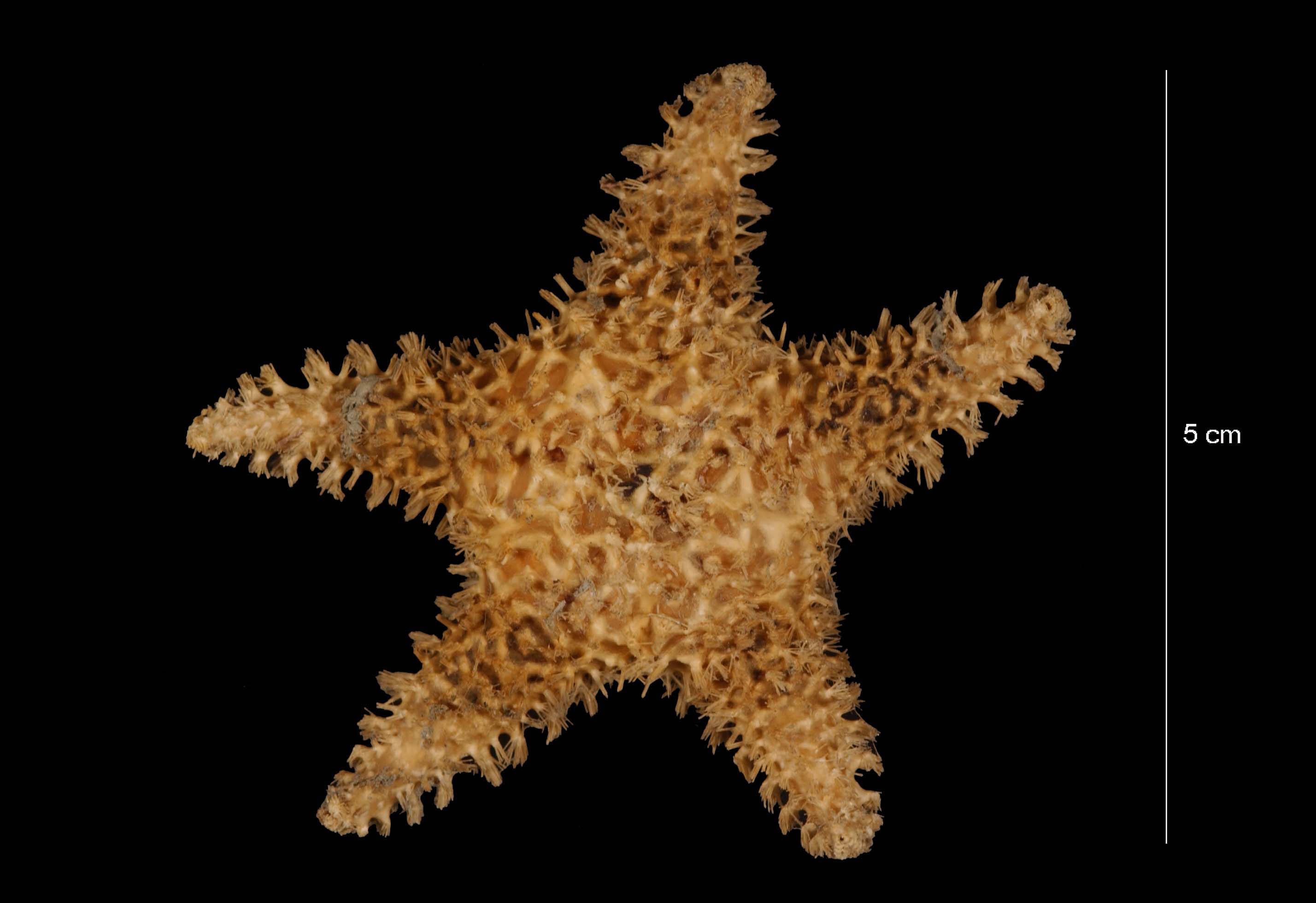
Paralophaster lorioli (USNM).